# .cd
.cd là tên miền Internet quốc gia (ccTLD) dành cho Cộng hòa Dân chủ Congo. Nó được tạo ra vào năm 1997 để thay cho tên miền .zr của Zaire, tên miền đó bị từ bỏ từ từ và cuối cùng bị xóa vào năm 2001.
Trừ ra các tên dành riêng như là.com.cd,.net.cd,.org.cd, v.v., tất cả mọi người trên thế giới có thể đăng ký tên miền dưới.cd khi trả tiền, phần lớn của thu nhập để dành cho chính phủ và dân của nước đó. Tên miền này phổ biến (bởi vậy nó có giá trị thương mại) tại vì nó cùng tên với "CD".